# Arctosa alpigena
Arctosa alpigena es una especie de araña araneomorfa del género Arctosa, familia Lycosidae. Fue descrita científicamente por Doleschall en 1852.
Habita en América del Norte, Groenlandia, Europa, Rusia (Europa al Lejano Oriente).